# 2022年几内亚比绍未遂政变
2022年2月1日，幾內亞比索发生未遂政变。
當天，武装人员包围了幾內亞比索政府大楼，扣押了政府人员並殺死了政府安全人員。當時該國总统烏馬羅·西索科·恩巴洛和总理努诺·戈梅斯·纳比亚姆原計劃前往該大樓参加一个内阁会议。在聽聞武裝人員襲擊大樓後，烏馬羅·西索科·恩巴洛停留在他的官邸，並未出發。武裝人員最終被击退。
西非国家经济共同体和非洲联盟發佈聲明譴責此次政变襲擊。